# Zénète du Gourara
Le zénète du Gourara, tamazight du Gourara ou tagourart (en tamazight : tagurart) est une langue berbère zénète parlé dans la région de Gourara (Tigurarin), un archipel d'oasis entourant la ville de Timimoun dans le sud-ouest de l'Algérie.

## Caractéristiques
Le Gourara et le Touat sont les seules langues berbères à changer le r dans certaines positions de coda en un laryngé ħ ; dans d'autres contextes, il laisse tomber le r, transformant un schwa précédent en a, ce dernier phénomène existant aussi en berbère zénète rifain dans l'extrême nord du Maroc.
Ethnologue lui donne le nom générique taznatit (« zénète »), avec le tamazight du Touat en son sud ; cependant, Blench (2006) classe le Gurara comme un dialecte du mozabite-tagargrent et le berbère du Touat comme un dialecte du rifain.
Certaines études auraient tenté de montrer l'existence d'une influence du songhay sur le taznatit du Gourara mais il n'y aurait pas de preuves concluantes de cette influence.

## Ahellil
La tradition locale de la poésie et de la musique Ahellil du Gourara, décrite dans L'Ahellil du Gourara de Mouloud Mammeri a été classée au Patrimoine Culturel Immatériel de l'Humanité par l' UNESCO.